# James Deen
Pour les articles homonymes, voir Deen et James Dean.
Bryan Sevilla, dit James Deen, né le 7 février 1986 à Los Angeles en Californie est un acteur pornographique américain, également réalisateur. Il est entré très tôt dans l'industrie pornographique, en 2004, à l'âge de 18 ans.

## Biographie

### Jeunesse
Il naît à Los Angeles et grandit à Pasadena. Il est de culture juive à propos de laquelle il raconte : « Je m'identifie avant tout à la culture du judaïsme. Je ne saurais l'expliquer, mais aussitôt que j'apprends la judéité de quelqu'un, je me sens lié à lui. »
Il raconta avoir vu du porno pour la première fois à la maternelle, et que c'est dès ce moment que l'idée d'en faire lui est venue. C'est en écoutant Jenna Jameson lors d'une émission de radio, Loveline, que cette dernière animait, que le jeune James demande à la star du porno comment devenir une star du X ; celle-ci lui répond simplement « en se masturbant devant vingt de ses meilleurs amis ». Écoutant ces conseils, le jeune homme s'exécute et s'exhibe dans les soirées lycéennes. Il prend le nom de James Deen, lui qui, comme le célèbre homophone, fume l'air sombre en blouson de cuir.
Fort de ces premières expériences, James décide alors de rencontrer toutes les jeunes femmes ayant un lien dans l'industrie du porno ; il est présenté à Pamela Peaks, qui lui propose divers noms de scène, dont Clint Cullingus.
James a gagné en notoriété grâce à la taille de son pénis. Il a prétendu avoir un pénis en érection de 9 pouces (23 cm) mais une scène avec l'actrice Victoria Valentino où son pénis est mesuré à 6.5 pouces (16.5 cm) a prouvé que c'était un mensonge.

### Carrière
James Deen, qui séduit beaucoup de producteurs de films X, devra cependant faire ses preuves, étant donné son très jeune âge — 18 ans — et son inexpérience à l'écran. En une seule année de carrière, James tourna dans 600 films, ce qui est un record. 
En 2010, Deen est apparu dans près de 1 000 films pornographiques. Les autres compagnies avec lesquels Deen travaille maintenant: JamesDeen.com, Analized.com, FullPornNetwork.com, Pornfidelity, NewSensations, Bang, XArt, XEmpire 
Il attribue son succès à son apparence ordinaire, alors que les autres acteurs sont bardés « de tatouages et de chaînes ».
En 2013, il tient l'un des rôles principaux de The Canyons de Paul Schrader. Il n'a pas vu de différence majeure entre la manière dont il a tourné à Hollywood et le cinéma porno, « le sexe en moins ».
Fin 2015, il a été accusé de viol et de maltraitance par son ancienne compagne, l'actrice X Stoya. Plusieurs autres actrices, comme Joanna Angel, ont alors porté des accusations similaires envers Deen. Le studio Kink.com a alors annoncé qu'il ne travaillerait plus avec ce dernier. Il est régulièrement accusé de viol depuis lors. James Deen s'est pour sa part défendu de tout comportement inapproprié envers ses collègues féminines. Elles n'ont jamais déposées une plainte à son encontre comme le rappelle le hardeur.
Depuis le scandale, il continue sa carrière en étant indépendant. Il a fondé son propre site, et est depuis en couple.

## Prix
| Année | Prix        | Catégorie                                  |
| ----- | ----------- | ------------------------------------------ |
| 2008  | XRCO Awards | Meilleur acteur méconnu                    |
| 2008  | XRCO Awards | Meilleur duo à l'écran (avec Joanna Angel) |
| 2009  | AVN Awards  | Performeur de l'année                      |
| 2009  | XBIZ Awards | Homme le plus performant de l'année        |
| 2009  | XRCO Awards | Performeur de l'année                      |
| 2009  | XRCO Awards | Meilleur duo à l'écran (avec Joanna Angel) |
| 2010  | XBIZ Awards | Homme le plus performant de l'année        |
| 2013  | XBIZ Awards | Performeur de l'année                      |
| 2013  | XBIZ Awards | Crossover Star of the Year                 |
| 2013  | AVN Awards  | Performeur de l'année                      |
| 2013  | AVN Awards  | Crossover Star of the Year                 |
| 2013  | XRCO Award  | Mainstream's Adult Media Favorite          |